# Deux cent mille lieues sous les mers
Deux cent mille lieues sous les mers er en fransk stumfilm fra 1907 af Georges Méliès.